# Desić
Desić (cyr. Десић) – wieś w Serbii, w okręgu maczwańskim, w mieście Šabac. W 2011 roku liczyła 253 mieszkańców.